# Гороховська Марія Кіндратівна

Марія Кіндратівна Гороховська (17 жовтня 1921, Євпаторія, РРФСР — 22 липня 2001, Тель-Авів, Ізраїль) — радяньська гімнастка єврейського походження, дворазова олімпійська чемпіонка. Володарка двох золотих та п'яти срібних олімпійських медалей. На Літніх Олімпійських іграх 1952 року вона виборола сім олімпійських медалей, що є найбільшою кількістю нагород, здобутих будь-якою спортсменкою впродовж однієї олімпіади.

## Біографія
Закінчила Феодосійський технікум фізкультури.
У 1941 р. поїхала до Ленінграду, маючи намір продовжити навчання у Ленінградському державному інституті фізичної культури ім. П. Ф. Лесгафта. Після початку блокади Ленінграда працювала в шпиталі, потім була евакуйована до Казахстану. Після закінчення німецько-радянської війни повернулася до Ленінграду, де закінчила ЛГІФК. Підчас навчання тренувалася в Ленінграді на кафедрі інституту, виступала за спортивний клуб «Буревісник».
В 1948 році вона вперше виграла чемпіонат СРСР (у вправах на колоді), виступаючи за харківський клуб «Будівельник».
У 1950 р. переїхала до Харкова, де до 1954 року виступала за спортивне товариство «Будівельник». Навчалася у Харківському педагогічному інституті.
Олімпіада 1952 року була першою, в якій брали участь радянські спортсмени. Вони домінували в змаганнях з гімнастики. У змаганнях на всіх чотирьох індивідуальних снарядах Гороховська була другою, що дало їй золоту медаль в абсолютній першості попереду Ніни Бочарової. Крім того вона виграла золоті медалі в складі команди.
Виступивши ще на чемпіонаті світу в 1954 році, Гороховська завершила кар'єру спортсменки, ставши суддею на гімнастичних змаганнях.
Після закінчення спортивної кар'єри поїхала в Євпаторію і працювала дитячим тренером, а також викладала в Євпаторійському технікумі фізкультури.
У 1990 р. емігрувала до Ізраїлю. У 1991 році її зарахували в Міжнародний єврейський спортивний зал Слави. Продовжувала тренувати дітей до своєї смерті в 2001 році.
13 грудня 2019 р. відкрито меморіальну дошку Гороховській на фасаді будівлі по вул. Алчевських, 43 у Харкові, де раніше знаходився спортклуб «Будівельник» (автор — скульптор Олександр Рідний).